# Garvin (Minnesota)
Garvin – miasto w Stanach Zjednoczonych, w stanie Minnesota, w hrabstwie Lyon.